# The Scout Association
The Scout Association är det största scoutförbundet i Storbritannien och Nordirland. Det är visserligen det enda scoutförbundet i Storbritannien med godkännande av World Organization of the Scout Movement, men i Nordirland finns både brittiska Scout Association och det all-irländska WOSM-förbundet Scoutning Ireland representerade. Scouting har sin upprinnelse år 1907 genom det arbete Robert Baden-Powell bedrev. På grund av scoutrörelsens snabba tillväxt och önskan att föra bort makten från scoutmagasinets utgivare, bildades The Scout Association under sitt tidigare namn, The Boy Scout Association, år 1910 med beviljade rättigheter från Storbritanniens parlament. The Boy Scout Association bytte namn till The Scout Association år 1967.
The Scout Associations uttalade mål är att "stödja unga människors utveckling och hjälpa dem uppnå sitt fulla fysiska, intellektuella, sociala och andliga potential" och att skapa "ansvarsfulla medborgare". Från och med år 2007 erbjuder The Scout Association program föra att uppnå dessa mål för unga människor i åldrarna 6 till och med 25 år. De senaste medlemsmätningarna visar att nästan 360 000 barn och ungdomar i åldrarna 6-25 år är medlemmar av The Scout Association.
Flickor tilläts först 1976 inom Venture Scouts (motsvarande svenska senior-/roverscouting), och blev frivilligt inom övriga sektioner år 1991. Sedan 2007 måste alla scoutkårer i Storbritannien tillåta scouter av båda könen, även om det kan anpassas utifrån religiösa inriktningar.

## Organisation
Chief Scout är titeln på The Scout Associations ledare, personen är ansvarig för att avgöra inriktning och policyer inom scouting i Storbritannien och utländska territorier. Sedan 2009 är vildmarksexperten Bear Grylls Chief Scout. Det finns också ett team med Commissioners som är ansvariga för sina respektive arbetsområden. För tillfället är dessa:
- David Bull, International Commissioner
- John Asplin, Chief Commissioner of England
- Tim Kidd, UK Commissioner for Adult Support
- Andrew Welbeloved, UK Commissioner for Programme

På alla nivåer styrs scouter av en verkställande kommitté bestående av förvaltare som inte är scouter.; dessa kan vara frivilliga från det lokala samhället som tidigare har haft kopplingar till scoutrörelsen, antingen genom sig själva eller genom sina barn. Den verkställande kommittén består vanligtvis av en ordförande, sekreterare, kassör, och ett antal ledamöter. I kårkommitéerna består kommittéerna även av kårchef och sektionsledarna. Deras roll är att försäkra unga människors och samhällets intressen i kåren, distriktet, grevskapet eller den nationella organisationen.
Äldre frivilliga i The Scout Association kallas Commissioners, eller 'konsulenter'. Varje grevskap/område och distrikt leds av en konsulent som är ansvarig för att försäkra att distrikten/kårerna inom deras ansvarsområde möter de krav som ställs av The Scout Association. Dessa stöds av Field Development Officers som är anställda av Field Developent Service, vars uppgift är att lokalt stödja The Scout Associations mål. Konsulenter i andra regioner än England stöds av så kallade Field Commissioners. Dessa är anställda och styrda på andra sätt. Distriktskonsulenterna rapporterar till grevskaps-/områdeskonsulenten, som i sin tur rapporterar till Chief Commissioner.

### Struktur
The Scout Association är uppdelat i fyra nationella grupper: England, Skottland, Wales och Nordirland. Var och en av dessa är i sin tur indelade i lokala grevskap (England och Nordirland) eller områden (Wales och Skottland), vilka allmänt följer gränser för de ceremoniella grevskapen i Storbritannien. Grevskapet/området består av ett antal scoutdistrikt, vilka består av kårer.

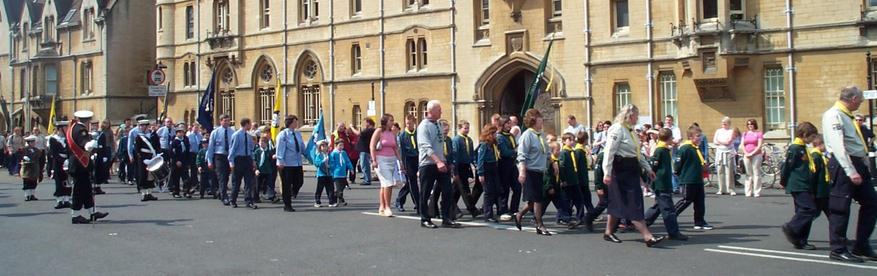
En scoutparad i Oxford, 2004

Kårerna är en lokal organisation för scouting. Kårer kan bestå av en eller flera bäverscoutkolonier, vargungeflockar och scouttrupper. Kårer kan också ha en eller fler kårscoutsbrödraskap, och ha en Explorerscoutsenhet kopplad till sig, trots att Explorerscouter styrs på distriktsnivå. Scoutkårerna leds av en kårchef, vars huvudsakliga uppgift är att sköta kommunikationen mellan det lokala distriktet och sektionsledarna, och även att försäkra att scoutkåren lever upp till minimikraven från The Scout Association.

### Sektioner
De tre yngsta sektionerna kontrolleras av en sektionsledare som behöver inneha ett berättigande för sin position. Sektionsledaren assisteras av minst rvå assistentledare, varav minst en också behöver innha ett berättigande. Övriga vuxna som hjälper till att driva en scoutsektion kan vara frivilliga (exempelvis föräldrar till något av kårens barn) och medlemmar av kårkommittén som driver kåren finansiellt. Explorerscouter och scoutnätverket styrs annorlunda då de inte är en del av scoutkåren.
| Sektion         | Åldrar | Kontrollerad av | Aktiviteter                                    | Introducerad | Medlemskap år 2006 |
| --------------- | ------ | --------------- | ---------------------------------------------- | ------------ | ------------------ |
| Beaver Colonies | 6–8    | Kår             | Betoning på att ha kul.                        | 1986         | 98 005             |
| Cub Packs       | 8–10   | Kår             | Introduktion av scoutkunskap och aktiviteter.  | 1917         | 132 302            |
| Scout Troops    | 10–14  | Kår             | Vidare utveckling av scoutkunskap.             | 1910         | 99 403             |
| Explorer Scouts | 14–18  | Distrikt        | Betoning på personliga utmaningar och äventyr. | 2003         | 27 190             |
| Scout Network   | 18–25  | Grevskap/Område | Mer flexibelt med egna möjligheter.            | 2003         | 1 575              |

### Kårgrenar
Vissa scoutkårer tillhör separata grenar som kallas flygscouter och sjöscouter. Båda dessa grenar följer sektionernas kärnprogram, men med en aeronautisk eller nautisk inriktning, varav vissa erkänns av både Royal Air Force och Royal Navy.
I Storbritannien finns det uppskattningsvis 400 sjöscoutkårer, varav cirka 25% är erkända av Royal Navy, medan av de 117 flygscoutkårer, är 43 erkända av RAF.

### Scoutaktivitetscenter
De flesta lägerplatserna drivs av scoutdistriktet eller grevskapet, men det finns fyra som The Scout Association gjort till så kallade scoutaktivitetscenter. Dessa är de huvudsakliga lägerplatserna i Storbritannien och får extra stöd från The Scout Association. De fyra aktivitetcentrana är Baden-Powell House, Downe Scout Activity Centre, Gilwell Park och Youlbury Scout Activity Centre.

## Kända tidigare scouter
The Scout Association har tidigare haft många kända medlemmar, varav följande är de mest välkända. En mer komplett finns i artikeln Lista över kända scouter.
- Richard Attenborough – skådespelare, regissör/producent
- David Beckham – tidigare kapten och mittfältare i det engelska fotbollslandslaget
- Tony Blair – tidigare premiärminister av Storbritannien
- Richard Branson – entreprenör
- John Major – tidigare premiärminister av Storbritannien
- Paul McCartney – sångare/basist i Beatles och Wings
- George Michael – sångare
- Cliff Richard – underhållare
- Keith Richards – medlem i Rolling Stones

## The Scout Association i Världen
Förutom att styra scoutarbetet i Storbritannien så är The Scout Association också ansvarig för scouting i de brittiska besittningarna, samt i några mindre, självständiga, nationer. 
Ej självständiga territorier med scouting bedriven av The Scout Association är: 
| - Anguilla - Bermuda - Caymanöarna - Falklandsöarna - Gibraltar | - Montserrat - Sankta Helena och Ascension - Brittiska Jungfruöarna - Turks- och Caicosöarna |

Självständiga länder med scouting bedriven av The Scout Association, då de saknar självständiga scoutorganisationer, är:
- Antigua och Barbuda
- Salomonöarna
- Mall:Landsdata Saint Christopher och Nevis Saint Christopher och Nevis
- Tonga
- Tuvalu
- Vanuatu

Det brittiska scoutprogrammet erbjuds också brittiska medborgare som bor utanför Storbritannien. Brittiska scouter i Västeuropa betjänas av Belgien, Frankrike, Tyskland, Luxemburg och Nederländerna medan British Groups Abroad betjänar resten av världen.

## Andra scoutorganisationer i Storbritannien
Oberoende brittiska scoutorganisationer bedriver oftast så kallad traditionell scouting och dess metoder som de utövades av Baden-Powell. Ett exempel är Baden-Powell Scouts (grundat 1970), Pathfinder Scouts Association (grundat 2003) och Rover Explorer Scouts Association, vilka bedriver scouting baserat på kristna värderingar.
Andra scoutorganisationer i Storbritannien är bland annat oberoende grenar av Związek Harcerstwa Polskiego och Magyar Cserkészszövetség. Rötterna till dessa emigrantorganisationer återfinns under andra världskriget och det kalla kriget då flyktingar flydde från sina hemland och internationella samhällen i Storbritannien önskade behålla sin egen scoutingkultur hellre än att följa det brittiska scoutprogrammet.